# 埼玉経済情報
埼玉経済情報（さいたまけいざいじょうほう）はテレビ埼玉で2004年3月まで放送されていた、経済・情報番組。後身は埼玉ビジネスウォッチ。

## 歴代キャスター
重信・谷口・荒舩は当時のテレビ埼玉アナウンサー。
- 清水英恵（～2001.1）[1]
- 重信香織（2001.2～2003.3）
- 谷口智子（2003.4～2003.9）
- 荒舩美栄（2003.10～2004.3）[2]

## 放送時間
- ?～2001年頃　土曜17:00～17:30（再放送は日曜11:00～11:30）
- 2001年頃～放送終了まで　土曜22:00～22:30（再放送は日曜11:30～12:00）